# MV Agusta Brutale
La MV Agusta Brutale è una motocicletta prodotta dalla casa motociclistica italiana MV Agusta dal 2001, derivata dalla MV Agusta F4 del 1998. È stata disegnata da Adrian Morton, disegnatore anche della Benelli TNT, mentre la parte tecnica è legata al nome di Massimo Tamburini fra i fondatori di Bimota. 

## Descrizione
La moto è caratterizzata da una carenatura molto povera (tipico delle naked), con il gruppo ottico in un unico elemento con gli assi sovrapposti, gli scarichi sono laterali e tagliati a fetta di salame.
Da sempre il gruppo ottico e scarichi sono stati la "carta d'identità" di questa moto.
La Brutale adotta in versione rivista per la guida da naked lo stesso motore di F4 ed F3, con le quali ha in comune telaio e sospensioni.
Il risultato è una moto dalle grandi prestazioni, con doti ciclistiche da moto sportiva ma, diversamente dalle F4 o F3, discretamente comoda nella guida di tutti i giorni grazie al manubrio rialzato, alle pedale leggermente più basse e al motore addolcito nell'erogazione e nella potenza.

## Versioni
Questa moto è stata proposta in diverse versioni:
- 750, dal 2001 al 2006
- 910, dal 2005 al 2009
- 989, dal 2007 al 2011
- 1078, dal 2009 al 2011
- 990, dal 2009 al 2011
- 1090, dal 2009
- 920, dal 2011 al 2012
- 675, dal 2012 nella versione 3 cilindri
- 800, dal 2012 nella versione 3 cilindri
- 1000, dal 2020 nella versione 4 cilindri

### Brutale 675
A partire dai primi mesi del 2012 viene commercializzata anche l'innovativa versione di 675 cm³. Come la "sorella" F3 adotta un motore 3 cilindri che, abbinato all'utilizzo di materiali leggeri le permette di raggiungere la soglia dei 163 kg a secco. Il piccolo ed innovativo motore 3 cilindri è in grado di raggiungere la potenza di 110 CV a 12600 giri/min (da scheda MV Agusta).
La MV Agusta propone anche una versione depotenziata con potenza massima di 35 kW (48 CV), che rispetta la normativa e che quindi si può condurre con la Patente A2.
Dimensioni e prestazioni di questa versione ne fanno una moto facilmente gestibile anche da un pubblico non esperto. Allo stesso tempo MV Agusta assicura anche che saprà rivelarsi efficace in mani esperte.
Curiosità della versione, la Brutale 675 proprio a causa del suo innovativo motore adotta il nuovo impianto di scarico caratterizzato da tre uscite laterali basse. La prima versione di Brutale ad abbandonare gli scarichi a fetta di salame.

### Brutale 800 Dragster

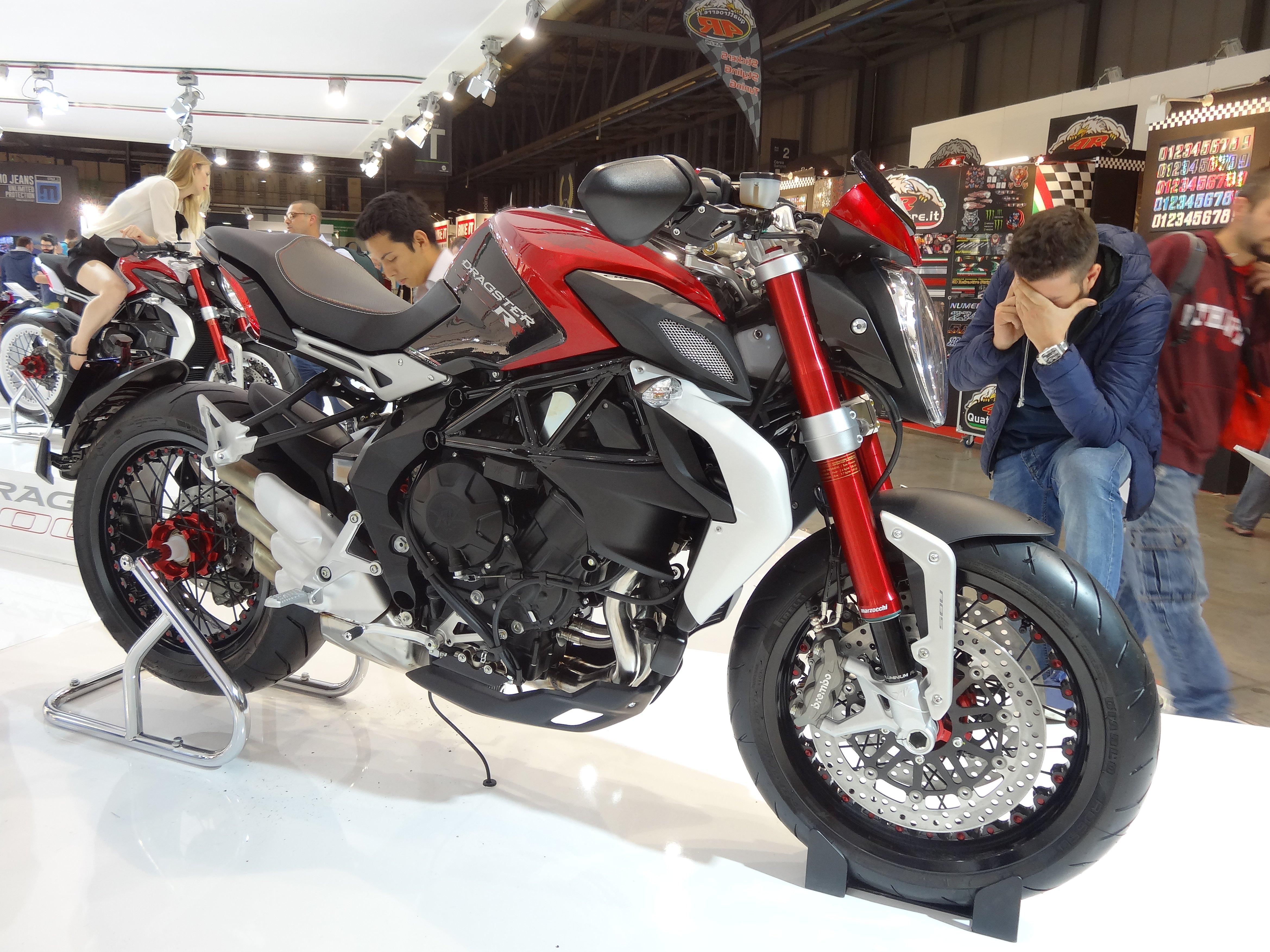
MV Agusta Brutale 800 Dragster RR

Nel 2014 è stata presentata una versione speciale della 800 Brutale. Denominata Dragster, è caratterizzata da un propulsore tre cilindri da 798 cm³ dalla potenza di 125 CV e dalla coppia di 81 Nm. Il manubrio è stato abbinato ad un sistema che permette ai due semimanubri che lo compongono di essere regolati in apertura e chiusura oscillando di 7° che corrispondono a 40 mm alla fine delle manopole. Il codino posteriore è stato sostituito con un micro-codino per permettere l'installazione del nuovo pneumatico Pirelli Diablo Rosso II da 200/50. La forcella a steli rovesciati è stata costruita dalla Marzocchi e la moto è stata fornita del sistema MVICS (Motor & Vehicle Integrated Control System) per il controllo dell'erogazione.